# Troja (zespół muzyczny)
Troja – kosowski zespół heavymetalowy z Prisztiny założony w 1990 roku. Teksty ich utworów wyrażają niezadowolenie z polityki i rozwoju kraju.

## Historia
W 2003 roku nakładem wytwórni Ginger Music Organisation ukazał się pierwszy album zespołu, zatytułowany People. 9 lutego 2009 grupa wydała drugą płytę, Amaneti i "Clown"-It, jednakże w grudniu 2010 r. zaprzestała jej sprzedaży. W 2010 roku otrzymali nagrodę dla najlepszego zespołu podczas siódmej edycji festiwalu Top Fest. 26 grudnia 2015 grupa wydała kolejny album, One, na którym znalazło się siedem utworów, w tym dwa w języku angielskim.

## Członkowie zespołu
Członkami zespołu są wokalista Bujar Berisha, gitarzysta Florent Bajrami, basista Agron Ejupi i perkusista Violand Shabani.